# (R)-2-羟基脂肪酸脱氢酶
(R)-2-羟基脂肪酸脱氢酶（英語：(R)-2-hydroxy-fatty-acid dehydrogenase，EC 1.1.1.98（页面存档备份，存于）），是一种以NAD+或NADP+为受体、作用于供体CH-OH基团上的氧化还原酶。这种酶能催化以下酶促反应：
(R)-2-羟基硬脂酸 + NAD+ {\displaystyle \rightleftharpoons } 2-氧代十八烷酸 + NADH + H+
(R)-2-羟基脂肪酸脱氢酶是一种可溶性酶，主要参与脂肪酸的代谢过程。